# László Fábián
László Fábián (n. 18 februarie 1963, Budapesta, Republica Populară Ungară) este un scrimer ce a reprezentat Ungaria, medaliat olimpic. A participat la 2 ediții ale Jocurilor Olimpice (1988, 1992) în care a câștigat o medalie de aur.